# Stockland
Stockland est une entreprise australienne spécialisée dans la gestion foncière notamment de centres commerciaux. Elle fait partie de l'indice S&P/ASX 50.